# Chott El Fedjaj
Chott El Fedjaj (àrab: شط الفجاج, xaṭṭ al-Fajjāj, pronunciat localment xoṭṭ al-Fajjaj) és una extensió de terra erma o xot al nord-est de Chott El Djerid i de la ciutat de Kébili. La part occidental, la més ampla, pertany a la governació de Kébili, mentre que la part oriental, més estreta, a la governació de Gabès. Antigament fou un llac salat, de fet una part del Chott El Djerid, però avui dia el terreny està sec. El territori és estèril i deshabitat.
Mesura uns 70 km de llarg per entre 5 i 15 km d'ample. Un carretera que surt de Kébili el creua per la part més ample en direcció nord, cap a un conjunt de muntanyes al darrere de les quals, al nord-oest, es troba Gafsa. Abans d'entrar a la zona des de Kébili, es troba la vila de Sefitimia, i en sortir es troba el Djebel Chareb Dakhlani i al nord (a uns 15 km del xot) la vila de Bou Abdalah. La part més occidental enllaça amb el Chott El Djerid i la més oriental acaba al nord d'El Hamma, capçalera d'una delegació de la governació de Gabès, que queda al sud (al nord hi ha el Djebel Idouidi i propera passa la via de ferrocarril Gafsa-Gabès.
Constitueix una reserva natural declarada pel govern tunisià.